# Kim Ott
Kim Ott (* 17. Februar 2006) ist eine deutsche Handballspielerin, die beim Thüringer HC spielt.

## Karriere

### Im Verein
Ott spielte in ihrer Kindheit bei der HSG Siebengebirge, bei der sie überwiegend in zwei unterschiedlichen Altersbereichen eingesetzt wurde. Nachdem Ott schon in der Saison 2019/20 per Doppelspielrecht für den TuS Königsdorf aufgelaufen war, wechselte sie daraufhin fest nach Königsdorf. In der Saison 2021/22 trat die Rückraumspielerin mit dem TuS Königsdorf in der A-Juniorinnen Bundesliga an. Weiterhin erhielt sie in derselben Saison Spielanteile in der Damenmannschaft, die in der 3. Liga antrat.
Ott wechselte im Sommer 2022 zum Thüringer HC, mit deren B-Jugend sie 2023 die Meisterschaft in der Regionalliga Nordost gewann. Zusätzlich lief Ott in der Saison 2022/23 für die zweite Damenmannschaft des THC in der 3. Liga auf, für die sie in der regulären Saison insgesamt 66 Treffer erzielte. Aufgrund von Personalproblemen stand Ott am 18. Spieltag der Saison 2022/23 erstmals im Bundesligakader des Thüringer HC. Am letzten Spieltag der Saison 2022/23 erzielte sie gegen die HSG Bensheim/Auerbach ihr erstes Bundesligator. In der Saison 2024/25 läuft sie zusätzlich per Zweitspielrecht für den Zweitligisten HSG Bad Wildungen auf.

### In Auswahlmannschaften
Kim Ott gewann mit der deutschen Jugendnationalmannschaft die Bronzemedaille bei der U-17-Europameisterschaft 2023. Im Spiel um Platz drei war sie mit sechs Treffern die torgefährlichste Spielerin der deutschen Auswahl. Im darauffolgenden Jahr belegte sie den fünften Platz bei der U-18-Weltmeisterschaft.